# Kenorland
Kenorland a fost un supercontinent, ocupând locul al treilea ca vechime după Ur și Vaalbara. Fiind format cu 2718 de milioane de ani în urmă, a existat aproximativ 154 de milioane de ani (2718-2564) și avea o suprafață de circa 10,5 milioane de km2, aproape cât cea a Europei.
Din punct de vedere geografic, acest supercontinent era format în mare parte din America de Nord de astăzi, iar restul din porțiuni ale Eurasiei.

## Era
Din punct de vedere geologic, acest supercontinent a existat doar pe durata erei cunoscute ca Neoarhaic.

## Legături externe
- https://www.youtube.com/watch?v=ovT90wYrVk4
- https://www.google.com/search?q=google&oq=google&aqs=chrome.0.69i59l2j69i60l2j0l2.1334j0j8&sourceid=chrome&ie=UTF-8
- https://www.google.com/search?ei=-DCBXK6IIoL5qwHosZTYCQ&q=brainly&oq=brainly&gs_l=psy-ab.3..35i39j0i67l2j0j0i67j0i131j0i67l3j0.21798.24192..24352...1.0..0.166.670.0j5......0....1..gws-wiz.....6..0i71.pbYwkEdt0bA
- https://www.google.com/search?q=google+translate&oq=google+translate&aqs=chrome..69i57j69i60j0l4.5531j0j8&sourceid=chrome&ie=UTF-8